# Roberta Williams

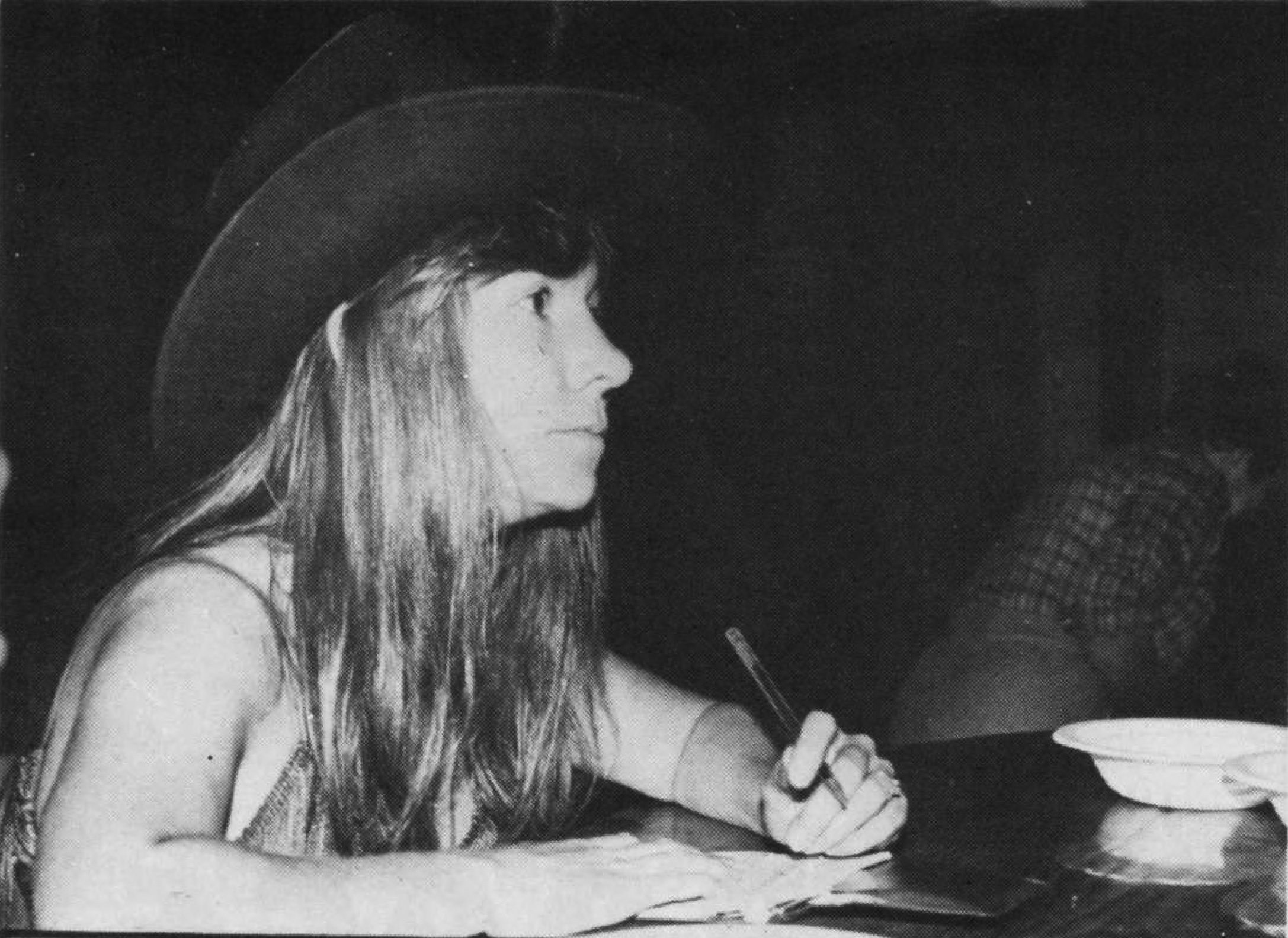
Roberta Williams 1981.

Roberta Heuer Williams, född 16 februari 1953, är en pensionerad datorspelsutvecklare. Hon är förmodligen mest känd för sitt pionjärarbete inom grafiska äventyrsspel, specifikt King's Quest-serien.
Under 1980- och 1990-talen var Roberta och hennes make, Ken Williams, ledarfigurer inom utvecklingen av äventyrsspel. De grundade företaget On-Line Systems, som senare blev Sierra On-Line. Roberta Williams bidrog till att skriva och designa flera spel, inklusive hela King's Quest-serien, Mixed-Up Mother Goose och The Colonel's Bequest. Även om Sierra såldes 1996 skapade Williams spel fram till 1999. Williams poserade själv på omslaget till Softporn Adventure av Chuck Benton, och poserade mycket senare tillsammans med sina barn på omslaget till Mixed-Up Mother Goose. Hon spelade sig själv i slutsekvensen av Leisure Suit Larry 3: Passionate Patti in Pursuit of the Pulsating Pectorals. Cameron i AMC:s tv-drama  Halt and Catch Fire är inspirerad av Williams liv.
Sedan sin pensionering år 1998 har hon hållit sig borta från publicitet och ger sällan intervjuer som handlar om hennes tidigare arbete. I en intervju från 2006 berättar hon dock att hennes favoritspel att skapa var Phantasmagoria.
Williams har ofta hävdat att hennes spel är specifikt riktade till en högre utbildad publik än andra datorspel, vilket gjort att hon kritiserats för att vara elitistisk.
I intervjun från 2006 berättar hon att hon planerar att skriva en historisk roman, och att hon helt slutat utveckla spel. 2021 publicerade hon romanen Farewell to Tara som utspelar sig under Den stora svälten på Irland.

## Verk
- Mystery House (1980)
- Wizard and the Princess (1980)
- Mission Asteroid (1981)
- The Dark Crystal (1982)
- Time Zone (1982)
- King's Quest I: Quest for the Crown (1984)
- Mickey's Space Adventure (1984)
- King's Quest II: Romancing the Throne (1985)
- King's Quest III: To Heir Is Human (1986)
- King's Quest IV: The Perils of Rosella (1988)
- Mixed-Up Mother Goose (1988)
- The Colonel's Bequest (1989)
- King's Quest V: Absence Makes the Heart Go Yonder! (1990)
- King's Quest 1: Quest for the Crown (Remake) (1990)
- Mixed-Up Mother Goose Multimedia (1990)
- The Dagger of Amon Ra (1992)
- King's Quest VI: Heir Today, Gone Tomorrow (1993)
- King's Quest VII: The Princeless Bride (1994)
- Mixed-Up Mother Goose Deluxe (1994)
- Phantasmagoria (1995)
- King's Quest: Mask of Eternity (1998)